# Hopea semicuneata
Hopea semicuneata är en tvåhjärtbladig växtart som beskrevs av Symington. Hopea semicuneata ingår i släktet Hopea och familjen Dipterocarpaceae. Inga underarter finns listade i Catalogue of Life.